# Cyclopera antemedialis
Cyclopera antemedialis är en fjärilsart som beskrevs av M.Gaede 1935. Cyclopera antemedialis ingår i släktet Cyclopera och familjen nattflyn. Inga underarter finns listade i Catalogue of Life.